# Jazztime Paris Vol. 2
| Recensione | Giudizio |
| ---------- | -------- |
| AllMusic   |          |

Jazztime Paris Vol. 2 è un album a nome Gigi Gryce Little Band Featuring Clifford Brown, pubblicato dalla casa discografica Blue Note Records nel 1954.

## Tracce

### LP
Lato A
1. All Weird – 5:17 (musica: Clifford Brown) – Registrato l'11 ottobre 1953 a Parigi
2. Strike Up the Band – 3:55 (musica: George Gershwin) – Registrato il 28 settembre 1953 a Parigi
3. Hello – 4:17 (musica: Gigi Gryce) – Registrato il 10 ottobre 1953 a Parigi

Lato B
1. Chez moi – 7:49 (musica: Paul Misraki) – Registrato il 10 ottobre 1953 a Parigi
2. Paris the Beautiful – 4:16 (musica: Gigi Gryce) – Registrato il 26 settembre 1953 a Parigi

## Musicisti
All Weird
- Gigi Gryce – sassofono alto
- Anthony Ortega – sassofono alto
- Clifford Solomon – sassofono tenore
- William Boucaya – sassofono baritono
- Clifford Brown – tromba
- Jimmy Cleveland – trombone
- Quincy Jones – piano
- Marcel Dutrieux – contrabbasso
- Jean-Louis Viale – batteria

Strike Up the Band
- Art Farmer – tromba
- Jimmy Cleveland – trombone
- Anthony Ortega – sassofono alto
- Clifford Solomon – sassofono tenore
- Henri Renaud – piano
- Alf Masselier – contrabbasso
- Alan Dawson – batteria

Hello / Chez moi
- Gigi Gryce – sassofono alto, arrangiamento
- Clifford Solomon – sassofono tenore
- Clifford Brown – tromba
- Jimmy Cleveland – trombone
- Henri Renaud – piano
- Jimmy Gourley – chitarra
- Pierre Michelot – contrabbasso
- Jean-Louis Viale – batteria

Paris the Beautiful
- Gigi Gryce – sassofono alto, arrangiamento
- Anthony Ortega – sassofono alto, flauto
- Clifford Solomon – sassofono tenore
- William Boucaya – sassofono baritono
- Jimmy Cleveland – trombone
- Henri Renaud – piano
- Pierre Michelot – contrabbasso
- Alan Dawson – batteria

- Nel brano 'Strike Up the Band Gigi Gryce non era presente nella seduta di registrazione
- Nei brani Strike Up the Band e Paris the Beautiful Clifford Brown non era presente nella seduta di registrazione